# Niudu Hu
Der Niudu Hu (chinesisch 牛肚湖, Pinyin Niúdù Hú – „Pansensee“) ist ein See auf der Stansbury-Halbinsel im Norden von Nelson Island, einer der Südlichen Shetlandinseln.
Er hat im Osten einen Zufluss vom 200 Meter südöstlich gelegenen See Qing Hu und wird im Westen über den Bach Xianshui Xi in eine kleine Bucht namens Cehuixuezhe Wan an der Westseite der Halbinsel entwässert.
Chinesische Wissenschaftler benannten ihn 1986 nach der Ähnlichkeit mit dem Umriss eines Rinder-Vormagens.